# Bob Bjorklund

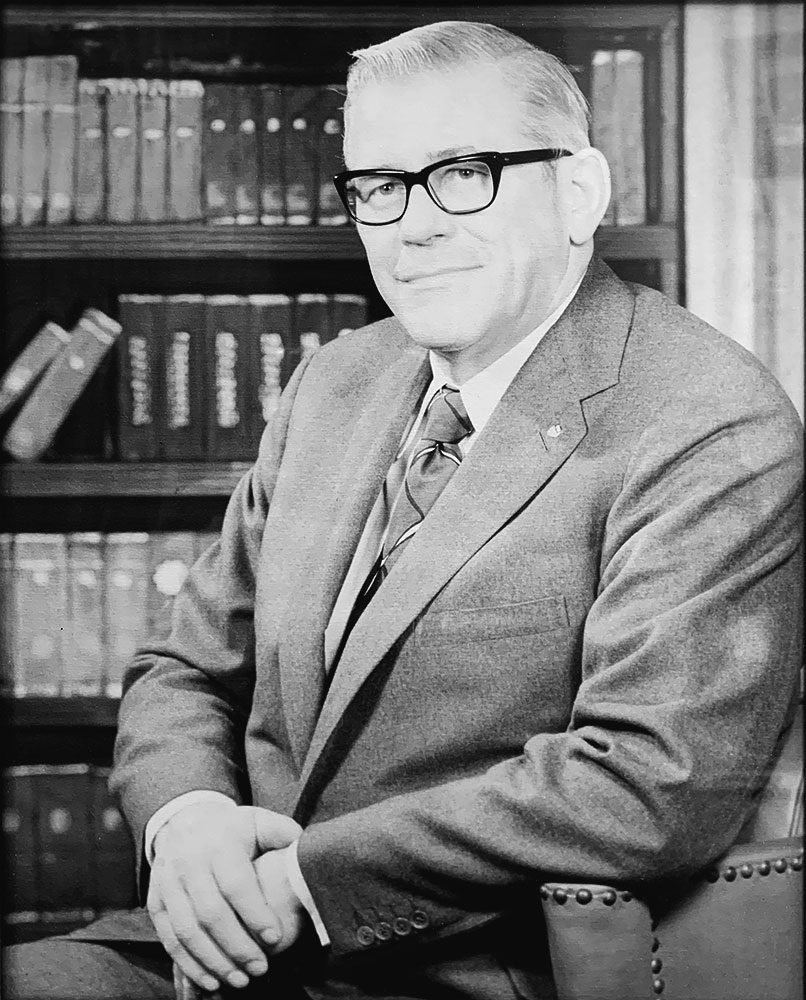
Bob Bjorklund på 1960-talet.

Robert John "Bob" Bjorklund, född 12 juni 1918 i Minneapolis i Minnesota, död 27 januari 1994 i Hopkins i Minnesota, var en amerikansk utövare av amerikansk fotboll som spelade 1941 för Philadelphia Eagles i NFL. Han spelade collegefotboll under studietiden vid University of Minnesota.
Bjorklund draftades 1941 i tjugonde omgången av Pittsburgh Steelers.